# Axel Munthes staty

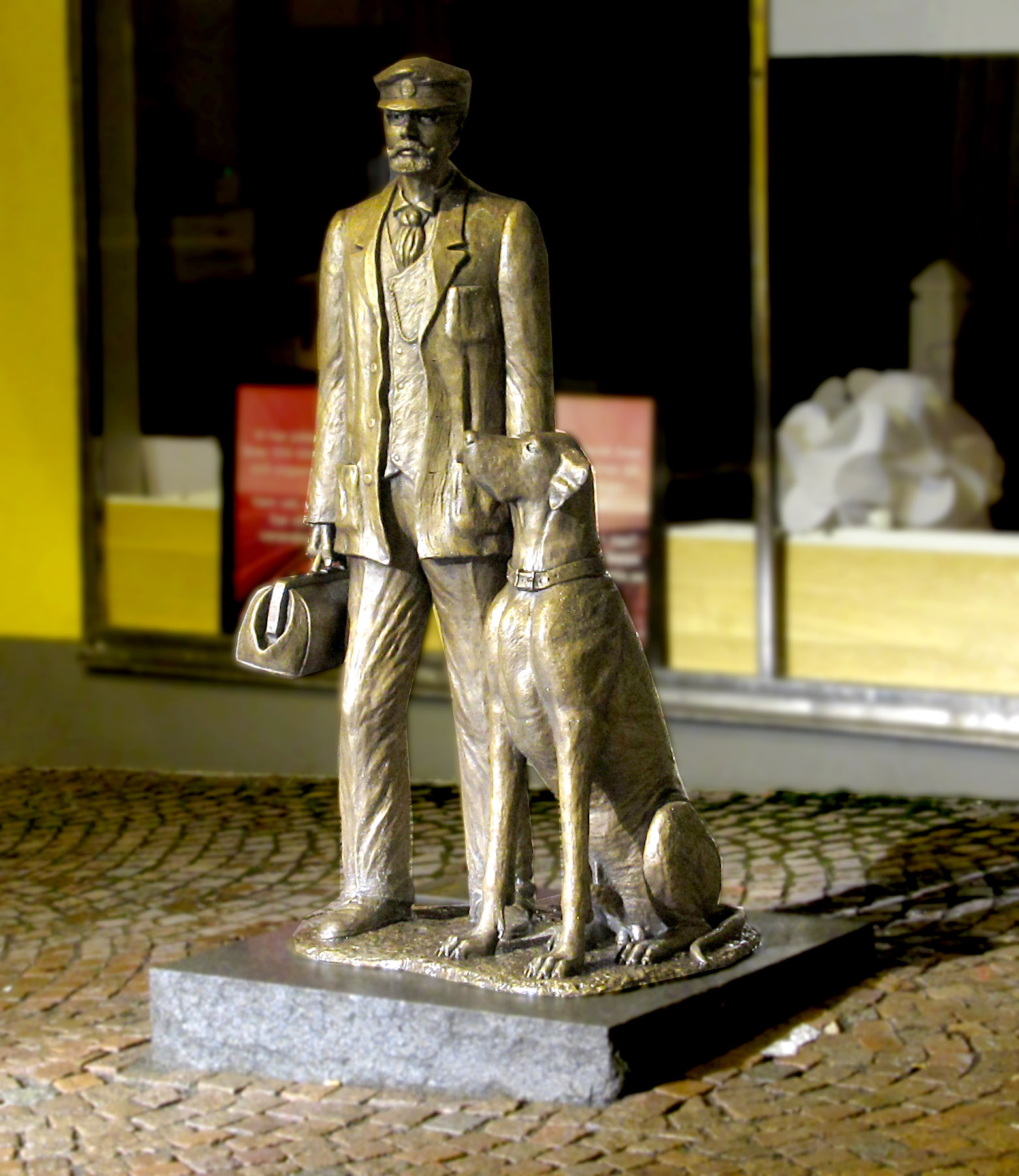
Statyn av Axel Munthe med sin hund Puck, på Kungsgatan i Oskarshamn.

Axel Munthe är en manshög staty i brons rest år 2012 på Kungsgatan, eller Kråkerumsbacken, i Oskarshamn. Statyn är skapad av Annette Rydström och föreställer förste livmedikus och författaren Axel Munthe, med dennes hund Puck.
Axel Munthe föddes 1857 i fastigheten invid vilken statyn är rest. Munthe flyttade sedermera till Italien där han blev förste livmedikus åt drottning Victoria. Han är vidare känd för att ha uppfört villa San Michele på Capri samt författat Boken om San Michele.
Statyn avtäcktes vid en ceremoni den 31 oktober 2012, där bland annat konstnären Anette Rydström, statyns donator Alf Josefsson och Axel Munthes sondotter närvarade.
Sockelns plakett har följande text:
| ” | "Axel Munthe 1857-1949 med hunden Puck. Gåva till Oskarshamns kommun 2012 från Alf Josefsson med familj. Konstnär Annette Rydström." | „ |